# Trofæfruen
Trofæfruen (fransk: La Potiche) er en fransk film fra 2010 instrueret af François Ozon. 

## Handling
Suzanne Pujol (Catherine Deneuve) er indbegrebet af en ’trofæhustru’ (une potiche), men hun værdsættes ikke af sin mavesure mand, Robert. Han bruger sin tid på at køre familiens paraplyvirksomhed i sænk og anser sin kone for at være en ren prydgenstand. Men da arbejderne på fabrikken strejker på grund af de usle forhold, rammes Robert af et hjerteanfald og ordineres hvile. Og så må Suzanne tage over – med støtte fra sin tidligere bejler, byens borgmester Maurice (Gérard Depardieu). Hun viser sig at være en mere end almindeligt god leder, men trods hustruens succes, vil den rekonvalescente Robert ikke give afkald på sin position, og pludselig bliver kønnenes kamp meget konkret – og ekstremt underholdende. 

## Filmens tema
Filmen beskriver kvindernes kamp i 70ernes Frankrig, for at få ligestilling med mænd.

## Medvirkende
- Suzanne Pujol : Catherine Deneuve
- Robert Pujol : Fabrice Lucchini
- Borgmesteren : Gérard Depardieu